# Aquellos maravillosos años (programa de televisión)
Aquellos maravillosos años fue un programa de entrevistas español para la televisión producido y emitido por Telemadrid. Fue estrenado el 15 de septiembre de 2019 y emitido por última vez el 27 de noviembre de 2019.

## Formato
En cada programa se abordaba un año de la historia recordando cómo era la vida de la gente en esa época mediante el uso de vídeos, imágenes y música. Además, se entrevistaba a distintos personajes famosos relacionados con el año a tratar.

## Equipo

### Presentadoras
- Toñi Moreno (Programas 1-9, 11)
- Terelu Campos (Programa 10)

### Colaboradores
- Jota Abril
- Juan Luis Alonso
- Terelu Campos
- Noelia López
- Pati Gallo
- Paloma García Pelayo

## Temporadas y episodios
| Temporada | Temporada | Programas | Estreno                  | Final                   |
| --------- | --------- | --------- | ------------------------ | ----------------------- |
|           | 1         | 11        | 15 de septiembre de 2019 | 27 de noviembre de 2019 |

### 1ª Temporada: Aquellos maravillosos años
| Programa | Invitados                                                              | Fecha de emisión         |
| -------- | ---------------------------------------------------------------------- | ------------------------ |
| 1        | María Teresa Campos, Terelu Campos y Carmen Borrego                    | 15 de septiembre de 2019 |
| 2        | Rosa López, Natalia Rodríguez, Geno Machado, Gisela y Fernando Romay   | 22 de septiembre de 2019 |
| 3        | Fran Rivera y Celia Villalobos                                         | 25 de septiembre de 2019 |
| 4        | Pilar Rubio y Cristina Almeida                                         | 2 de octubre de 2019     |
| 5        | Loles León y José María García                                         | 9 de octubre de 2019     |
| 6        | Eduardo Inda, María José Cantudo y Miembros de Parchís                 | 23 de octubre de 2019    |
| 7        | Ágatha Ruiz de la Prada y Los Chunguitos                               | 30 de octubre de 2019    |
| 8        | Ana Obregón, Massiel y Karina                                          | 6 de noviembre de 2019   |
| 9        | Santiago Segura, Camela y Lola Herrera                                 | 13 de noviembre de 2019  |
| 10       | Leo Harlem, Bigote Arrocet y Pilar Eyre                                | 20 de noviembre de 2019  |
| 11       | Cayetano Martínez de Irujo, Paloma San Basilio, Ángel Llàcer y Pitingo | 27 de noviembre de 2019  |

## Cronología
Presentado como uno de los programas revelación de la temporada en Telemadrid, comenzó con el boom de la reaparición de María Teresa Campos en la pequeña pantalla. En las siguientes entregas la audiencia comenzó a reducirse hasta que tocó fondo con la baja maternal de la presentadora, Toñi Moreno, momento en el que se consideró al programa como un proyecto fallido de Telemadrid con su cancelación.